# Rudolf Belling

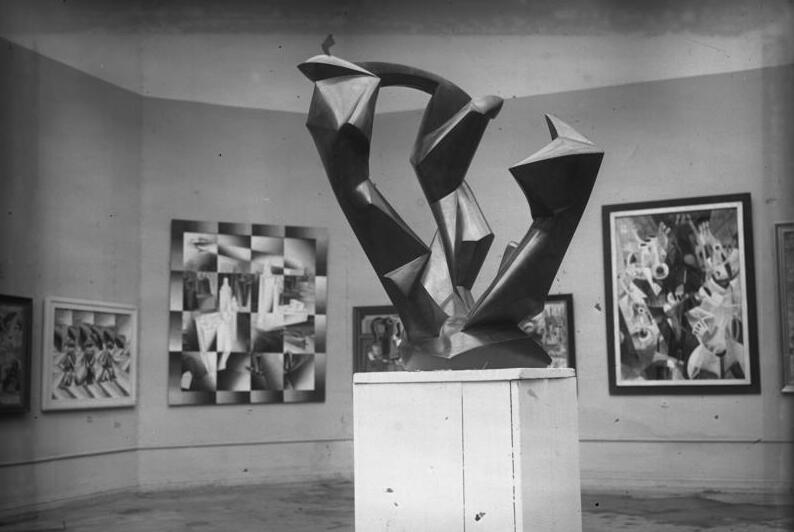

Rudolf Belling (26 de agosto de 1886 - 9 de junho de 1972) foi um escultor alemão.